# Cracroft River
Der Cracroft River ist ein Fluss im Süden des australischen Bundesstaates Tasmanien.

## Geografie

### Flusslauf
Er fast 31 Kilometer lange Fluss entspringt an den Nordhängen des Federation Peak im Zentrum des Southwest-Nationalparks. Von dort fließt er zunächst nach Osten, biegt aber westlich des Burgess Bluff, an der Einmündung des South Cracroft River, nach Nordwesten ab. In den Cracroft Plains wendet er seinen Lauf nach Nordosten und mündet bei Alexander Spur in den Huon River.

### Nebenflüsse mit Mündungshöhen
- South Cracroft River – 262 m
- Hopetoun Creek – 165 m
- Strike Creek – 154 m[1]